# Christianisierung der Färöer
Die Christianisierung der Färöer geschah ab 998 durch Sigmundur Brestisson, erlebte aber erheblichen Widerstand durch den Wikingerhäuptling Tróndur í Gøtu (der sich 999 widerwillig taufen ließ) und galt daher erst nach dessen Tod 1035 als abgeschlossen. Sie stand im Zusammenhang mit der Christianisierung Skandinaviens.

## Verlauf
994 ließ sich Olav Tryggvason von Norwegen in England taufen. Nachdem er 995 Håkon Jarl vom Thron verdrängte, lud er 997 den angesehenen färöischen Wikingerhäuptling Sigmundur Brestisson zu sich ein. Die Färingersaga berichtet, dass der Empfang in Sunnmøre äußerst herzlich gewesen sein soll. Es wird erzählt, dass sich Sigmundur bereitwillig vom König bekehren ließ und den Winter 997/98 an dessen Hof verbrachte.
Was sich angeblich im Frühjahr 998 zutrug, gehört zu den zentralen Ereignissen der Geschichte der Färöer. In der Färingersaga heißt es:
 Neufäröisch:

 Tá ið nú tók at vára,

 kom kongur ein dag upp á mál við Sigmund og segði,

 at hann vildi senda hann vestur til Føroya

 at kristna tað fólk,

 sum har búði.

 

 Deutsch:

 Als nun der Frühling nahte,

 kam der König eines Tages zum Gespräch mit Sigmund und sagte,

 dass er ihn nach Westen zu den Färöern schicken wolle,

 um das Volk zu christianisieren,

 das dort wohnte.
Doch zunächst weigerte sich Sigmundur, heißt es weiter, bis er sich auf das Versprechen des Königs einließ, dass er Alleinherrscher über die Färöer werden solle. Ihm wurden eine Reihe Priester zur Seite gestellt, um den neuen Glauben auf dem Archipel zu verkünden, und so heißt es weiter:
 Neufäröisch:

 Sigmundur sigldi nú,

 tá íð hann var ferðabúgvin,

 og ferðin gekkst honum væl.

 Tá ið hann kom til Føroya,

 stevndi hann bóndunum til tings í Streymoy,

 og har kom stór mannfjøld saman.

 

 Deutsch:

 Sigmund segelte nun,

 als er fertig war,

 und die Reise verlief gut für ihn.

 Als er zu den Färöern kam,

 versammelte er die Großbauern zum Ting auf Streymoy,

 und da kam eine große Menschenmenge zusammen.
Die versammelte Mannschaft war begeistert, als Sigmundur verkündete, dass der neue norwegische König ihn zum Chef des Landes ernannt hatte. Die Nachricht hingegen, dass sie nunmehr zum Christentum konvertieren sollten, stieß auf gewaltsamen Widerstand, sodass Sigmundur nur knapp dem Tod entkam, nachdem der Mob unter Führerschaft von Tróndur í Gøtu ihn lynchen wollte. Er musste schwören, diesen Versuch nicht zu wiederholen, so die Saga. Den Winter 998/99 verbrachte er auf seinem Hof in Skúvoy.
Im Frühjahr 999 startete Sigmundur nun zum Gegenangriff. Es soll an jenem Tage sehr starke Strömung und Wellengang geherrscht haben, sodass kein Färinger auf die Idee gekommen wäre, in See zu stechen. Sigmundur machte sich mit 30 Mann von Skúvoy auf nach Gøta, wo Tróndur seine Hausmacht hatte. Tróndur wurde überwältigt, und Sigmundur stellte ihn vor die Wahl sich taufen zu lassen oder hingerichtet zu werden. Angesichts der Übermacht fügte sich Tróndur widerwillig. Tóri Beinirsson, Sigmundurs Vetter, schlug hingegen vor, Tróndur zu töten, da sein Bekenntnis unmöglich ernst genommen werden könne, und jener sich daher früher oder später blutig rächen würde. Der Mythos der Färingersaga will es jedoch so, dass Sigmundur das ablehnte, und vielmehr dafür sorgte, dass alle Gefolgsleute von Tróndur getauft wurden.
Formal waren damit die Färöer im Jahre 999 christianisiert.
Im Sommer des Jahres stach Sigmundur nach Norwegen in See, mit Tróndur an Bord, um König Ólavur I. Tribut zu zollen. Allerdings gerieten sie in Seenot. Das Schiff und der Schatz gingen verloren, während die meisten Männer gerettet werden konnten. Es wird erzählt, dass Tróndur von Sigmundur persönlich gerettet wurde. Einen zweiten Versuch mit einem anderen Schiff soll Tróndur verweigert haben, und so segelte Sigmundur im Jahr 1000 ohne ihn – unter der Bedingung, dass jener das Christentum auf den Färöern aufrechterhalten möge.
Im Frühjahr 1000 fand das letzte Treffen von Sigmundur und König Ólavur in Norwegen statt. Die beiden Freunde sollen sich noch im Wettschwimmen und Bogenschießen gemessen haben (Ólavur gewann jeweils mit knappem Vorsprung), bis sich ihre Freundschaft wegen Sigmunds Goldring abkühlte. Im selben Jahr starb Ólavur. 1001 kam Sigmundur erneut nach Norwegen, um die neuen Herrscher, Jarl Erik und Svend, zu besuchen. Sein Lehen über die Färöer wurde auch von ihnen bestätigt, nachdem sie ihn fürstlich willkommen geheißen und zu ihrem Gefolgsmann gemacht hatten.
Auf den Färöern bereitete jedoch Tróndur í Gøtu seine Rache vor, die zum Mord an Sigmundur Brestisson im Jahr 1005 führen sollte.